# Miłość (film 1971)
Miłość (węg. Szerelem) – węgierski dramat psychologiczny z 1971 roku, wyreżyserowany przez Károlya Makka na podstawie noweli Tibora Déryego pod tym samym tytułem.

## Fabuła
Akcja filmu ma miejsce na początku lat 50. XX wieku. János trafił na dziesięć lat do więzienia z powodów politycznych. Jego obłożnie chora matka nie wie, że János przebywa w więzieniu, ponieważ jej synowa, Luca, przynosi jej prezenty i listy, rzekomo od Jánosa. W listach, de facto napisanych przez nią, János donosi, że jest sławnym aktorem w Hollywood. Luca nie wie przy tym, czy jej mąż żyje. Matka chce jak najszybciej zobaczyć syna, ale wkrótce później umiera. Luca natomiast zostaje zwolniona z pracy. Niedługo potem János zostaje zwolniony z więzienia. Przychodzi do mieszkania żony i otrzymuje przyrzeczenie, że zawsze będą razem.

## Obsada
- Lili Darvas – matka Jánosa
- Mari Törőcsik – Luca
- Iván Darvas – János
- Erzsi Orsolya – Irén
- László Mensáros – doktor
- Tibor Bitskey – Feri
- András Ambrus – strażnik więzienny
- József Almási – nauczyciel
- Zoltán Bán – fryzjer
- Éva Bányai – służąca Feriego
- Alíz Halda – nauczycielka
- Magda Horváth – Kissné
- Nóra Káldi – młoda matka Jánosa

## Wyróżnienia
Film zaprezentowany został w konkursie głównym na 24. MFF w Cannes, gdzie zdobył Nagrodę Jury oraz wyróżnienie za role aktorskie. Obraz został również zgłoszony do Oscara w kategorii filmu nieanglojęzycznego. 
W 2000 węgierscy krytycy filmowi umieścili film na liście „New Budapest 12”, tj. dwunastu najlepszych węgierskich filmów w historii.